# Паттерсон, Алан
Алан Джозеф Паттерсон (англ. Alan Joseph Patterson, 19 января 1941, Крайстчёрч, Новая Зеландия) — новозеландский хоккеист (хоккей на траве), защитник.

## Биография
Алан Паттерсон родился 19 января 1941 года в новозеландском городе Крайстчёрч.
Играл в хоккей на траве за «Хай Скул Олд Бойз Бёрнсайд» из Крайстчёрча.
В 1964 году вошёл в состав сборной Новой Зеландии по хоккею на траве на Олимпийских играх в Токио, поделившей 13-14-е места. Играл на позиции защитника, провёл 6 матчей, забил 2 мяча (по одному в ворота сборных Австралии и Южной Родезии).
В 1968 году вошёл в состав сборной Новой Зеландии по хоккею на траве на Олимпийских играх в Мехико, занявшей 7-е место. Играл на позиции защитника, провёл 9 матчей, мячей не забивал.
В 1972 году вошёл в состав сборной Новой Зеландии по хоккею на траве на Олимпийских играх в Мюнхене, занявшей 9-е место. Играл на позиции защитника, провёл 8 матчей, мячей не забивал.